# Lista de inscrições ao Oscar 2025 de melhor filme internacional
Esta é uma lista de inscrições ao Oscar 2025 de melhor filme internacional. A Academia de Artes e Ciências Cinematográficas (AMPAS) tem convidado as indústrias cinematográficas de vários países a apresentar seu melhor filme para o Oscar de Melhor Filme Internacional todos os anos desde que a categoria foi criada, em 1956. O prêmio é concedido anualmente pela Academia a um longa-metragem produzido fora dos Estados Unidos e que contém, principalmente, diálogos em qualquer idioma que não seja a língua inglesa. O Comitê do Prêmio de Melhor Filme Internacional supervisiona o processo e analisa todos os filmes enviados. A categoria era anteriormente chamada de Melhor Filme Estrangeiro, mas foi alterada em 2019 para Melhor Filme Internacional após a Academia considerar que a palavra "estrangeiro" estava desatualizada.
Para concorrer no Oscar de 2025, os filmes inscritos devem ter sido lançados nos cinemas em seus respectivos países entre 1º de novembro de 2023 e 30 de setembro de 2024. O prazo para o envio das inscrições à Academia foi 2 de outubro de 2024. Oitenta e nove países inscreveram filmes, e oitenta e cinco foram considerados elegíveis pela AMPAS e selecionados para a eleição.

## Filmes inscritos
| País                 | Título usado na inscrição                | Título original                      | Idioma(s)                                         | Diretor(es) | Resultado           |
| -------------------- | ---------------------------------------- | ------------------------------------ | ------------------------------------------------- | --- | ------------------- |
| África do Sul        | Old Righteous Blues                      | Old Righteous Blues                  | Africâner                                         | Muneera Sallies | Não Indicado        |
| Albânia              | Waterdrop                                | Pikë uji                             | Albaniano e italiano                              | Robert Budina | Não Indicado        |
| Alemanha             | The Seed of the Sacred Fig               | دانه‌ی انجیر معابد                    | Persa                                             | Mohammad Rasoulof | Indicado            |
| Argélia              | Algiers                                  | 196 مترا/الجزائر                     | Árabe, francês                                    | Chakib Taleb-Bendiab | Não Indicado        |
| Argentina            | Kill the Jockey                          | El jockey                            | Espanhol                                          | Luis Ortega | Não Indicado        |
| Armênia              | Yasha and Leonid Brezhnev                | Յաշան և Լեոնիդ Բրեժնևը               | Armênio e russo                                   | Edgar Baghdasaryan | Não Indicado        |
| Áustria              | The Devil's Bath                         | Des Teufels Bad                      | Alemão                                            | Veronika Franz e Severin Fiala | Não Indicado        |
| Bangladesh           | The Wrestler                             | বলী                                   | Bengali                                           | Iqbal Hossain Chowdhury | Não Indicado        |
| Bélgica              | Julie Keeps Quiet                        | Julie zwijgt                         | Holandês e francês                                | Leonardo Van Dijl | Não Indicado        |
| Bolívia              | Own Hand                                 | Mano propia                          | Espanhol                                          | Gory Patiño | Não Indicado        |
| Bósnia e Herzegovina | My Late Summer                           | Nakon ljeta                          | Croata e bósnio                                   | Danis Tanović | Não Indicado        |
| Brasil               | I'm Still Here                           | Ainda Estou Aqui                     | Português                                         | Walter Salles | Indicado            |
| Bulgária             | Triumph                                  | Триумф                               | Búlgaro                                           | Kristina Grozeva e Petar Valchanov | Não Indicado        |
| Camarões             | Kismet                                   | Kismet                               | Pidgin camaronês                                  | Ngang Romanus Ntseh | Não Indicado        |
| Camboja              | Meeting with Pol Pot                     | Rendez-vous avec Pol Pot             | Francês, khmer                                    | Rithy Panh | Não Indicado        |
| Canadá               | Universal Language                       | Une langue universelle               | Francês, persa                                    | Matthew Rankin | Pré-indicado        |
| Cazaquistão          | Bauryna Salu                             | Баурына салу                         | Cazaque                                           | Askhat Kuchencherekov | Não Indicado        |
| Chéquia              | Waves                                    | Vlny                                 | Tcheco                                            | Jiří Mádl | Pré-indicado        |
| Chile                | In Her Place                             | El lugar de la otra                  | Espanhol                                          | Maite Alberdi | Não Indicado        |
| China                | The Sinking of the Lisbon Maru           | 里斯本丸沉没                         | Inglês e mandarim                                 | Fang Li | Desclassificado     |
| Colômbia             | La Suprema                               | La Suprema                           | Espanhol                                          | Felipe Holguin | Não Indicado        |
| Coreia do Sul        | 12.12: The Day                           | 서울의 봄                            | Coreano                                           | Kim Sung-su | Não Indicado        |
| Costa Rica           | Memories of a Burning Body               | Memorias de un cuerpo que arde       | Espanhol                                          | Antonella Sudasassi | Não Indicado        |
| Croácia              | Beautiful Evening, Beautiful Day         | Lijepa večer, lijep dan              | Croata                                            | Ivona Juka | Não Indicado        |
| Dinamarca            | The Girl with the Needle                 | Pigen med nålen                      | Dinamarquês                                       | Magnus von Horn | Indicado            |
| Egito                | Flight 404                               | 404 الرحلة                           | Árabe                                             | Hani Khalifa | Não Indicado        |
| Equador              | Behind the Mist                          | Al otro lado de la niebla            | Espanhol, inglês e nepali                         | Sebastián Cordero | Não Indicado        |
| Eslováquia           | The Hungarian Dressmaker                 | Ema a smrtihlav                      | Eslovaco, alemão e húngaro                        | Iveta Grófová | Não Indicado        |
| Eslovênia            | Family Therapy                           | Odrešitev za začetnike               | Esloveno, inglês e francês                        | Sonja Prosenc | Não Indicado        |
| Espanha              | Saturn Return                            | Segundo premio                       | Espanhol                                          | Isaki Lacuesta e Pol Rodríguez | Não Indicado        |
| Estónia              | 8 Views of Lake Biwa                     | Biwa järve 8 nägu                    | Estoniano                                         | Marko Raat | Não Indicado        |
| Filipinas            | And So It Begins                         | And So It Begins                     | Filipino e inglês                                 | Ramona S. Diaz | Não Indicado        |
| Finlândia            | Family Time                              | Mummola                              | Finlandês                                         | Tia Kouvo | Não Indicado        |
| França               | Emilia Pérez                             | Emilia Pérez                         | Espanhol                                          | Jacques Audiard | Indicado            |
| Geórgia              | The Antique                              | ანტიკვარიატი                         | Georgiano e russo                                 | Rusudan Glurjidze | Não Indicado        |
| Grécia               | Murderess                                | Φόνισσα                              | Grego                                             | Eva Nathena | Não Indicado        |
| Guatemala            | Rita                                     | Rita                                 | Espanhol                                          | Jayro Bustamante | Não Indicado        |
| Haiti                | Kidnapping Inc.                          | Kidnapping Inc.                      | Francês, crioulo haitiano                         | Bruno Mourral | Fora da lista final |
| Hong Kong            | Twilight of the Warriors: Walled In      | 九龍城寨之圍城                       | Cantonês e teochew min                            | Soi Cheang | Não Indicado        |
| Hungria              | Semmelweis                               | Semmelweis                           | Húngaro                                           | Lajos Koltai | Não Indicado        |
| Índia                | Lost Ladies                              | लापता लेडीज़                              | Hindi                                             | Kiran Rao | Não Indicado        |
| Indonésia            | Women from Rote Island                   | Perempuan Berkelamin Darah           | Rote                                              | Jeremias Nyangoen | Não Indicado        |
| Irão                 | In the Arms of the Tree                  | در آغوش درخت                         | Persa                                             | Babak Lotfi Khajepasha | Não Indicado        |
| Iraque               | Baghdad Messi                            | ميسي بغداد                           | Árabe e curdo                                     | Sahim Omar Kalifa | Não Indicado        |
| Irlanda              | Kneecap                                  | Kneecap                              | Irlandês e inglês                                 | Rich Peppiatt | Pré-indicado        |
| Islândia             | Touch                                    | Snerting                             | Inglês, japonês e islandês                        | Baltasar Kormákur | Pré-indicado        |
| Israel               | Come Closer                              | קרוב אלי                             | Hebraico                                          | Tom Nesher | Não Indicado        |
| Itália               | Vermiglio                                | Vermiglio                            | Italiano                                          | Maura Delpero | Pré-indicado        |
| Japão                | Cloud                                    | クラウド                             | Japonês                                           | Kurosawa Kiyoshi | Não Indicado        |
| Jordânia             | My Sweet Land                            | حلوة يا أرضي                         | Armênio                                           | Sareen Hairabedian | Retirado            |
| Letónia              | Flow                                     | Straume                              | Sem diálogos                                      | Gints Zilbalodis | Indicado            |
| Líbano               | Arzé                                     | أرزة                                 | Árabe                                             | Mira Shaib | Não Indicado        |
| Lituânia             | Drowning Dry                             | Sesės                                | Lituano                                           | Laurynas Bareiša | Não Indicado        |
| Malásia              | Abang Adik                               | 富都青年                             | Mandarim, cantonês e malaio                       | Jin Ong | Não Indicado        |
| Malta                | Castillo                                 | Castillo                             | Maltês                                            | Abigail Mallia | Não Indicado        |
| México               | Sujo                                     | Sujo                                 | Espanhol                                          | Astrid Rondero e Fernanda Valadez | Não Indicado        |
| Mongólia             | If Only I Could Hibernate                | Баавгай болохсон                     | Mongol                                            | Zoljargal Purevdash | Não Indicado        |
| Montenegro           | Supermarket                              | Supermarket                          | Sérvio-croata                                     | Nemanja Bečanović | Não Indicado        |
| Marrocos             | Everybody Loves Touda                    | الجميع يحب تودة                      | Árabe                                             | Nabil Ayouch | Não Indicado        |
| Nepal                | Shambhala                                | शम्भाला                                 | Tibetano e nepali                                 | Min Bahadur Bham | Não Indicado        |
| Níger                | Mai Martaba                              | Mai Martaba                          | Hausa                                             | Prince Aboki | Não Indicado        |
| Noruega              | Armand                                   | Armand                               | Norueguês                                         | Halfdan Ullmann Tøndel | Pré-indicado        |
| Países Baixos        | Memory Lane                              | De terugreis                         | Holandês, francês, inglês, espanhol               | Jelle de Jonge | Não Indicado        |
| Palestina            | From Ground Zero                         | قصص غير محكية من غزة من المسافة صفر  | Árabe                                             | Aws Al-Banna, Ahmed Al-Danf, Basil Al-Maqousi, Mustafa Al-Nabih, Muhammad Alshareef, Ala Ayob, Bashar Al Balbisi, Alaa Damo, Awad Hana, Ahmad Hassunah, Mustafa Kallab, Satoum Kareem, Mahdi Karera, Rabab Khamees, Khamees Masharawi, Wissam Moussa, Tamer Najm, Abu Hasna Nidaa, Damo Nidal, Mahmoud Reema, Etimad Weshah e Islam Al Zrieai | Pré-indicado        |
| Panamá               | Wake Up Mom                              | Despierta mamá                       | Espanhol                                          | Arianne Benedetti | Não Indicado        |
| Paraguai             | The Last Ones                            | Los últimos                          | Espanhol e guarani                                | Sebastián Peña Escobar | Não Indicado        |
| Paquistão            | The Glassworker                          | شیشہ گر,                             | Urdu e inglês                                     | Usman Riaz | Não Indicado        |
| Peru                 | Yana-Wara                                | Yana-Wara                            | Aymara                                            | Óscar Catacora e Tito Catacora | Não Indicado        |
| Polónia              | Under the Volcano                        | Pod wulkanem                         | Ucraniano, espanhol inglês, russo, alemão e wolof | Damian Kocur | Não Indicado        |
| Portugal             | Grand Tour                               | Grand Tour                           | Português                                         | Miguel Gomes | Não Indicado        |
| Quênia               | Nawi                                     | Nawi                                 | Suaíli e inglês                                   | Vallentine Chelluget, Apuu Mourine, Kevin Schmutzler e Toby Schmutzler | Não Indicado        |
| Quirguistão          | Paradise at Mother's Feet                | Бейиш - эненин таманында             | Quirguiz                                          | Ruslan Akun | Não Indicado        |
| Reino Unido          | Santosh                                  | Santosh                              | Hindi                                             | Sandhya Suri | Pré-indicado        |
| República Dominicana | Aire: Just Breathe                       | Aire                                 | Espanhol                                          | Leticia Tonos | Não Indicado        |
| Roménia              | Three Kilometres to the End of the World | Trei kilometri pâna la capatul lumii | Romeno                                            | Emanuel Pârvu | Não Indicado        |
| Senegal              | Dahomey                                  | Dahomey                              | Francês                                           | Mati Diop | Pré-indicado        |
| Sérvia               | Russian Consul                           | Руски конзул                         | Sérvio                                            | Miroslav Lekić | Não Indicado        |
| Singapura            | La Luna                                  | La Luna                              | Malaio                                            | M. Raihan Halim | Não Indicado        |
| Suécia               | The Last Journey                         | Den sista resan                      | Sueco e francês                                   | Filip Hammar e Fredrik Wikingsson | Não Indicado        |
| Suíça                | Queens                                   | Reinas                               | Espanhol                                          | Klaudia Reynicke | Não Indicado        |
| Tailândia            | How to Make Millions Before Grandma Dies | หลานม่า                               | Tailandês e teochew min                           | Pat Boonnitipat | Pré-indicado        |
| Taiwan               | Old Fox                                  | 老狐狸                               | Mandarim, hokkien taiwanês e japonês              | Hsiao Ya-chuan | Não Indicado        |
| Tajiquistão          | Melody                                   | ملودی                                | Persa                                             | Behrouz Sebt Rasoul | Não Indicado        |
| Tunísia              | Take My Breath                           | المباين                              | Árabe                                             | Nada Mezni Hafaiedh | Não Indicado        |
| Turquia              | Life                                     | Hayat                                | Turco                                             | Zeki Demirkubuz | Não Indicado        |
| Ucrânia              | La Palisiada                             | Ля Палісіада                         | Ucraniano, azeri e russo                          | Philip Sotnychenko | Não Indicado        |
| Uruguai              | The Door Is There                        | Hay una puerta ahí                   | Espanhol                                          | Facundo Ponce de León e Juan Ponce de León | Fora da lista final |
| Venezuela            | Back to Life                             | Vuelve a la vida                     | Espanhol e inglês                                 | Luis Carlos Hueck e Alfredo Hueck | Não Indicado        |
| Vietname             | Đào, phở và piano                        | Đào, phở và piano                    | Vietnamita                                        | Phi Tiến Sơn | Não Indicado        |